# Memmingerberg
Memmingerberg é um município da Alemanha, situado no distrito de Baixa Algóvia, no estado da Baviera. Tem 6,09 km² de área, e sua população em 2019 foi estimada em 3.164 habitantes.